# КК Оберварт ганерси
КК Оберварт ганерс (енгл. Oberwart Gunners) аустријски је кошаркашки клуб из Оберварта. Из спонзорских разлога пун назив клуба тренутно гласи Редвел Оберварт ганерс (Redwell Oberwart Gunners). Тренутно се такмичи у Бундеслиги Аустрије.

## Историја
Клуб је основан 1957. године. У сезонама 2010/11, 2015/16. и 2023/24. освајао је национално првенство. Победник купа Аустрије био је пет пута, а једном је освојио и суперкуп Аустрије.
У периоду од 1995. до 2001. забележио је по неколико учешћа у Купу Рајмунда Сапорте и у Купу Радивоја Кораћа. У сезони 2016/17. такмичио се у ФИБА Купу Европе и стигао је до друге групне фазе.

## Успеси

### Национални
- Првенство Аустрије:
  - Првак (3): 2011, 2016, 2024.
  - Вицепрвак (7): 1997, 1998, 2005, 2007, 2008, 2013, 2017.

- Куп Аустрије:
  - Победник (5): 1995, 1999, 2005, 2016, 2021.
  - Финалиста (3): 2004, 2017, 2022.

- Суперкуп Аустрије:
  - Победник (1): 2024.
  - Финалиста (3): 2005, 2018, 2021.

## Познатији играчи
- Марио Приморац